# Иваново Селище
Иваново Селище (укр. Іванове Селище) — село,
Иваново-Селищенский сельский совет,
Глобинский район,
Полтавская область,
Украина.
Код КОАТУУ — 5320683601. Население по переписи 2001 года составляло 715 человек.По состоянию на 01.01.2011 года в Ивановом Селище насчитывается 552 жителя.
Является административным центром Иваново-Селищенского сельского совета, в который, кроме того, входят сёла
Демченки и
Ковнировщина.

## Географическое положение
Село Иваново Селище находится на правом берегу реки Хорол,
выше по течению на расстоянии в 1,5 км расположено село Демченки,
на противоположном берегу — сёла Зубани и Романовка.
Вокруг села проходят несколько ирригационных каналов.
Через село проходит автомобильная дорога Т-1717.

## История
За заслуги во время Полтавской битвы со шведами Пётр I даровал офицеру царской армии Ивану Шадуру сто десятин земли с угодьями на них и звание дворянина. В 1711 году Шадура приехал в поселок над Хоролом, отгородил подаренные ему земли от крестьянских, построил дом и другие хозяйственные помещения. Усадьбу огородил высоким забором. Поселок приказал именовать "Иваново".
В 1783 году Екатерина II по просьбе наследников Шадуры, закрепила за ними крестьян поселка Иваново.
В конце XVIII в. последняя наследница из рода Шадуры Ефросиния, унаследовав Иваново, приказала Хутор называть Ефросиновкой. Вскоре дом, земли и крестьян продала. Имение Шадури купил Щочка, предок которого был соцким писарем Лубенского полка, одного из своих сыновей и приказал называть его - хутор Щочино. Это название сохранилось до осени 1917 года.
Во время большевистского переворота крестьяне отобрали у ненавистного помещика Щочки зерно, скот, переименовали хутор «Ивановка».
После установления в Ивановке советской власти, осенью 1920 года, хутор Ивановка слился с соседним хутором Селище в одно село, которое стало называться Иваново Селище.

## Экономика
- Молочно-товарная ферма.
- ЧП «Свит».

## Объекты социальной сферы
- Ивановоселищенская общеобразовательная школа І-ІІІ ступеней.
- Ивановоселещенский сельский дом культуры.
- Ивановоселищенская сельская библиотека.